# Scent of a Woman (phim 1992)
Scent of a Woman là một phim điện ảnh Mỹ ra mắt năm 1992 do Martin Brest làm đạo diễn. Phim kể câu chuyện về một học sinh dự bị đại học làm thêm nhân dịp nghỉ Lễ Tạ ơn trong vai trò trợ lý của một vị sĩ quan quân đội khiếm thị, cáu kỉnh và đã về hưu. Phim có sự góp mặt của Al Pacino, Chris O'Donnell, James Rebhorn, Philip Seymour Hoffman và Gabrielle Anwar. Đây là bản làm lại của bộ phim Ý Profumo di donna ra mắt năm 1974 do Dino Risi làm đạo diễn.
Phim được Bo Goldman chuyển thể từ tiểu thuyết Il buio e il miele (dịch nghĩa: Bóng tối và mật ong) của nhà văn Giovanni Arpino và từ kịch bản phim năm 1974 của Ruggero Maccari và Dino Risi.
Pacino đã đoạt Giải Oscar cho nam diễn viên chính xuất sắc nhất cho diễn xuất, đồng thời bộ phim được đề cử Giải Oscar cho đạo diễn xuất sắc nhất, Giải Oscar cho phim xuất sắc nhất và Giải Oscar cho kịch bản chuyển thể xuất sắc nhất. Phim thắng ba giải lớn tại Giải Quả cầu vàng: Giải Quả cầu vàng cho kịch bản hay nhất, Giải Quả cầu vàng cho nam diễn viên phim chính kịch xuất sắc nhất và Giải Quả cầu vàng cho phim chính kịch hay nhất.
Phim được quay chủ yếu ở vùng quanh New York của Hoa Kỳ. Một số phần của phim được quay tại Đại học Princeton ở Princeton, tiểu bang New Jersey; tại Trường nữ sinh Emma Willard ở Troy, tiểu bang New York và tại Trường Ethical Culture Fieldston ở thành phố New York.

## Cốt truyện
Charlie Simms là học sinh một trường dự bị đại học danh tiếng ở tiểu bang New England. Khác với các bạn đồng môn, Charlie không phải là đứa con của một gia đình giàu có. Để có tiền mua vé bay về tiểu bang Oregon dự Lễ Giáng sinh cùng gia đình, Charlie chấp nhận làm thêm nhân dịp Lễ Tạ ơn vào cuối tuần. Nhiệm vụ của cậu là chăm sóc Trung tá biệt động về hưu từng tham gia Chiến tranh Việt Nam là Frank Slade - một người khiếm thị hay gắt gỏng và mắc chứng nghiện rượu.
Charlie và George Willis, Jr. - bạn học tại trường - đã chứng kiến cảnh một số học sinh bày trò chơi khăm thầy hiệu trưởng Trask. Sau vụ chơi khăm, Trask gây sức ép buộc Charlie và George phải tiết lộ tên của các thủ phạm. Trask đề xuất một khoản tiền và một lá thư giới thiệu hầu như đảm bảo một suất đến Đại học Harvard dành cho Charlie. Charlie tiếp tục giữ im lặng nhưng có vẻ mâu thuẫn trong suy nghĩ.
Ít lâu sau khi Charlie đến nhà, Slade bất ngờ kéo Charlie bay cùng ông đến thành phố New York. Slade đặt phòng tại khách sạn Waldorf-Astoria. Trong bữa ăn tối tại một nhà hàng thượng hạng, Slade lém lỉnh nói về mục đích của chuyến đi đến thành phố, tận hưởng phòng nghỉ sang trọng ở New York trước khi tự sát. Charlie được Slade đưa về và không biết rằng liệu điều Slade nói là nghiêm túc hay không.
Hai người bất ngờ đến ăn tối cùng người anh trai của Slade nhân dịp Lễ Tạ ơn. Chuyến thăm này là một điều bất ngờ không mấy thích thú xét về phía gia đình kia do Slade chủ tâm chọc tức tất cả mọi người, khiến buổi tối kết thúc trong sự gay gắt. Nguyên nhân Slade bị mù cũng được tiết lộ trong khoảng thời gian này.
Sau khi hai người trở về New York, Charlie cho Slade biết về những phức tạp ở trường học. Slade khuyên cậu khai báo việc làm của các bạn và đến Harvard học, cảnh báo cậu rằng George hầu như chắc chắn sẽ bị ép phải nói ra sự thật. Lúc sau ở một nhà hàng nọ, Slade để ý đến Donna - một cô gái trẻ đang đợi tình nhân. Mặc dù bị khiếm thị nhưng Slade vẫn dẫn dắt Donna qua một vũ điệu tango ("Por una Cabeza") rất đẹp mắt. Đêm đó, Slade thuê phòng cùng một cô gái bán hoa.
Sáng hôm sau, Slade tỏ ra vô cùng chán nản. Ông đáp lại lời đề nghị của Charlie rằng họ sẽ lái thử một chiếc Ferrari. Charlie để Slade lái xe, và ông bắt đầu tăng tốc, thu hút sự chú ý của cảnh sát viên (Ron Eldard) - người mà Slade cố gắng nhượng bộ nhưng vẫn không để lộ rằng ông bị mù.
Sau khi quay về khách sạn, Slade đưa cho Charlie một danh sách các việt lặt vặt. Lúc đầu Charlie rời phòng nhưng nhanh chóng sinh nghi và quay lại. Cậu thấy Slade mặc quân phục và đang chuẩn bị tự sát bằng một khẩu súng; đây là khẩu súng mà lúc trước Charlie đã yêu cầu Slade hứa phải tháo hết đạn, tuy nhiên khi này Slade bảo "Tôi đã nói dối". Charlie can thiệp và cố giật lấy khẩu súng của Slade. Tuy nhiên, Slade dễ dàng chế ngự cậu và đe dọa sẽ bắn Charlie trước. Cả hai tranh cãi kịch liệt và đều cố giành giật khẩu súng. Tuy vậy, sau khi Charlie dũng cảm trấn tĩnh Slade thì ông đã rút lại ý định.
Cặp đôi quay về New England. Tại trường, Charlie và George là đối tượng của một cuộc thẩm tra chính thức trước mặt các học sinh toàn trường và ủy ban kỷ luật. Khi hiệu trưởng Trask đọc lời mở đầu, Slade bất thình lình quay lại trường của Charlie và tham gia bảo vệ cậu tại hội trường. Để bảo vệ mình, George tranh thủ sự giúp đỡ từ người cha giàu có và khai ra tên những kẻ bày trò chơi khăm, đồng thời biện bạch rằng cậu không nhìn thấy rõ vào đêm đó. Khi bị ép phải khai chi tiết hơn thì George quay sang đẩy gánh nặng lên vai Charlie. Mặc dù phải đấu tranh nội tâm khi ra quyết định nhưng Charlie vẫn không khai ra, vì thế Trask cho rằng cần đuổi học cậu.
Đến lúc này, Slade không thể chịu được nữa và liền đăng đàn phát biểu rất sôi nổi nhằm bảo vệ Charlie và chất vấn về tính chính trực của một hệ thống mà tại đó việc tố cáo bạn học lại được khuyến khích. Ông cho họ biết rằng Charlie đã tỏ ra chính trực trong các hành động của cậu, rằng ủy ban không nên đuổi học cậu do việc cậu làm đã thể hiện tố chất làm nên những nhà lãnh đạo vĩ đại và rằng cậu sẽ khiến họ thấy tự hào trong tương lai. Ủy ban kỷ luật quyết định tạm tha cho các học sinh mà George nêu tên, đồng thời không công nhận cũng như không khen ngợi lời khai của George. Họ tha tội cho Charlie và cho phép cậu không phải trả lời chất vấn nữa. Trong hội trường vang lên tiếng vỗ tay của đông đảo học sinh.
Khi Charlie tiễn Slade ra xe limousine của ông, một nữ giáo viên dạy môn khoa học chính trị tên là Christine Downes - thành viên của ủy ban kỷ luật - đến khen ngợi bài phát biểu của ông. Charlie cho cô Downes biết rằng Slade từng phục vụ Tổng thống Hoa Kỳ Lyndon B. Johnson. Phim cho thấy một viễn cảnh tình cảm giữa Slade và Downes khi họ chia tay nhau.
Charlie đưa Slade về nhà rồi họ chia tay nhau. Slade bước vào nhà và đón chào cô cháu gái nhỏ một cách hạnh phúc.

## Diễn viên
- Al Pacino trong vai Trung tá Frank Slade
- Chris O'Donnell trong vai Charlie Simms
- James Rebhorn trong vai ông Trask
- Gabrielle Anwar trong vai Donna
- Philip Seymour Hoffman trong vai George Willis, Jr.
- Gene Canfield trong vai Manny
- Richard Venture trong vai W.R. Slade
- Bradley Whitford trong vai Randy Slade
- June Squibb trong vai bà Hunsacker
- Frances Conroy trong vai Christine Downes
- Rochelle Oliver trong vai Gretchen Slade
- Tom Riis Farrell trong vai Garry Slade
- Nicholas Sadler trong vai Harry Havemeyer
- Todd Louiso trong vai Trent Potter
- Ron Eldard trong vai Sĩ quan Gore
- Sally Murphy trong vai Karen Rossi
- Michael Feldman trong vai Donny Rossi
- Julian Stein trong vai Willie Rossi
- Max Stein trong vai Willie Rossi

## Sản xuất
Scent of a Woman được quay tại những địa điểm sau ở Hoa Kỳ:
- Brooklyn, Thành phố New York, Tiểu bang New York
- Dumbo, Brooklyn, thành phố New York, tiểu bang New York
- Trường Emma Willard, 285 Pawling Avenue, Troy, tiểu bang New York
- Hempstead House, Sands Point Preserve, 95 Middleneck Road, Port Washington, Long Island, New York (trường học)
- Kaufman Astoria Studios, 3412 36th Street, Astoria, quận Queens, thành phố New York, tiểu bang New York
- Long Island, tiểu bang New York
- Manhattan, thành phố New York, tiểu bang New York
- Sân bay quốc tế Newark Liberty, Newark, tiểu bang New Jersey
- Thành phố New York, tiểu bang New York
- Khách sạn Pierre, Fifth Avenue và 61st Street, quận Manhattan, thành phố New York, tiểu bang New York (phòng khiêu vũ nơi Frank và Donna nhảy điệu tango)
- Port Washington, Long Island, tiểu bang New York, Hoa Kỳ
- Prince's Bay, Đảo Staten, thành phố New York, tiểu bang New York
- Princeton, tiểu bang New Jersey
- Queens, thành phố New York, tiểu bang New York
- Trường Đại học Rockefeller—Upper Madison Hall, Đại học Princeton, Princeton, tiểu bang New Jersey
- Đảo Staten, thành phố New York, tiểu bang New York
- The Oak Room, Khách sạn The Plaza, 5th Avenue, quận Manhattan, thành phố New York, tiểu bang New York (nơi Frank và Charlie ăn bữa tối)
- Troy, tiểu bang New York
- Khách sạn Waldorf-Astoria, 301 Park Avenue, quận Manhattan, thành phố New York, tiểu bang New York

## Đón nhận
Những lời phê bình tích cực dành cho Scent of a Woman chiếm vị thế áp đảo. Phim đạt 88% trên trang web Rotten Tomatoes, và 7,8/10 sao trên trang web IMDB.com dựa trên 29 phê bình.
Pacino thắng Giải Oscar cho nam diễn viên chính xuất sắc nhất - giải thưởng đầu tiên trong sự nghiệp của ông sau bốn đề cử nhận được trước đó.
Một số người chỉ trích bộ phim vì độ dài của nó. Todd McCarthy từ tạp chí Variety cho rằng phim "dư thừa gần 1 giờ đồng hồ". David Ansen từ tạp chí Newsweek tin rằng "hình tượng hai nhân vật không đủ bảo đảm cho thời lượng 2,5 giờ".

### Công nhận củaViện phim Mỹ
Câu cửa miệng "Hoo-ah!" của Trung tá Slade được đề cử cho Danh sách 100 câu thoại đáng nhớ trong phim của Viện phim Mỹ

### Doanh thu phòng vé
Phim thu được 63.095.253 USD tại thị trường Hoa Kỳ và 71 triệu USD tại thị trường quốc tế, tổng cộng thu về 134.095.253 USD trên toàn cầu.